# Ruta europea E8
La Ruta europea E8 es una ruta europea que va desde Tromsø, Noruega a Turku, Finlandia. Recorre una distancia de 1410 kilómetros (876,1 mi).
- E 8: Tromsø – Nordkjosbotn – Skibotn – Kilpisjärvi – Kaaresuvanto – Muonio – Tornio – Keminmaa – Kemi – Oulu – Liminka – Raahe – Kalajoki – Kokkola – Vaasa – Pori – Rauma – Turku

La ruta E8 se creó en 1992 entre Tromsø y Tornio.En el antiguo sistema era llamada E78 desde 1962. Se extendió a Tornio–Turku en 2002.  I

## Ruta
- Noruega
  - Tromsøya - Nordkjosbotn - Skibotn - Helligskogen
- Finlandia
  - Kilpisjärvi - Karesuvanto - Tornio
  - Tornio  - Kemi
  - Kemi  - Oulu
  - Oulu  - Vaasa - Pori - Turku

- Datos: Q1129207
- Multimedia: E8 / Q1129207